# Ценжкув (Зґерський повіт)
Ценжкув (пол. Ciężków) — село в Польщі, у гміні Александрув-Лодзький Зґерського повіту Лодзинського воєводства.
Населення — 154 особи (2011).

## Демографія
Демографічна структура станом на 31 березня 2011 року:
|          | Загалом | Допрацездатний вік | Працездатний вік | Постпрацездатний вік |
| -------- | ------- | ------------------ | ---------------- | -------------------- |
| Чоловіки | 78      | 16                 | 56               | 6                    |
| Жінки    | 76      | 14                 | 47               | 15                   |
| Разом    | 154     | 30                 | 103              | 21                   |